# Frank Ordenewitz
Frank Ordenewitz (ur. 25 marca 1965 w Bad Fallingbostel) – niemiecki piłkarz występujący na pozycji napastnika.

## Kariera klubowa
Ordenewitz karierę rozpoczynał jako junior w klubie TSV Dorfmark. W 1983 roku trafił do Werderu Brema. 11 lutego 1984 w wygranym 4:1 meczu z 1. FC Köln zadebiutował w Bundeslidze. 22 września 1984 w zremisowanym 1:1 meczu z Waldhofem Mannheim strzelił pierwszego gola w Bundeslidze. W sezonie 1987/1988 zdobył z klubem mistrzostwo Niemiec. W 1988 roku Ordenewitz został uhonorowany nagrodą FIFA Fair Play. W 1989 roku wystąpił z Werderem w finale Pucharu Niemiec, ale jego klub przegrał tam 1:4 z Borussią Dortmund. Przez sześć sezonów w Werderze rozegrał 125 ligowych spotkań i zdobył 37 bramek.
W 1989 roku odszedł do innego pierwszoligowego zespołu – 1. FC Köln. Pierwszy ligowy mecz zaliczył tam 9 sierpnia 1989 przeciwko VfB Stuttgart (0:0). W nowym klubie od czasu debiutu Ordenewitz był podstawowym graczem. W 1991 roku zagrał z zespołem w finale Pucharu Niemiec, ale 1. FC Köln uległo tam po rzutach karnych Werderowi Brema.
W 1993 roku Ordenewitz trafił do japońskiego JEF United Ichihara. W sezonie 1994 w 36 ligowych meczach zdobył 30 bramek i został królem strzelców J-League. W 1995 roku powrócił do Niemiec, gdzie podpisał kontrakt z Hamburgerem SV. Przez rok zagrał tam w 21 spotkaniach w strzelił jednego gola. W 1996 roku ponownie wyjechał do Japonii. Tym razem został graczem drugoligowego Brumel Sendai. W 1997 roku odszedł do niemieckiego Rotenburger SV. Potem grał także w VfB Oldenburg, TSV Ottersberg oraz VSK Osterholz-Scharmbeck, gdzie w 2005 roku zakończył karierę. W tym samym roku został mianowany szefem skautów w Werderze Brema.

## Kariera reprezentacyjna
Ordenewitz zagrał dwa razy w reprezentacji RFN. Zadebiutował w niej 12 grudnia 1987 w zremisowanym 1:1 towarzyskim meczu z Brazylią. W tamtym spotkaniu wszedł na boisko w 82. minucie, zmieniając Manfreda Schwabla. Po raz drugi w kadrze zagrał 16 grudnia 1987 w przegranym 0:1 towarzyskim pojedynku z Argentyną.